# Thập tự chinh thứ tám
Cuộc Thập tự chinh lần thứ tám là một chiến dịch được phát động bởi vua Louis IX của Pháp trong năm 1270. Cuộc Thập tự chinh lần thứ tám đôi còn được tính là thứ bảy, nếu cuộc Thập tự chinh Thứ năm và thứ sáu của Friedrich II được tính chỉ như là một cuộc thập tự chinh duy nhất. Cuộc Thập tự chinh lần thứ chín đôi khi cũng còn được tính như là một phần của cuộc Thập tự chinh lần thứ tám.
Louis đã bị thu hút bởi các sự kiện ở Syria, nơi Baybars I vị sultan người Mamluk đã tấn công những phần còn lại của các thành bang Thập tự chinh. v đã nắm lấy cơ hội sau một cuộc chiến tranh qua lại giữa các thành phố Venezia và Genova với nhau (1256-1260) đã cạn kiệt các hải cảng của Syria vốn được hai kiểm soát bởi thành phố này. Vào năm 1265 Baibars đã chiếm Nazareth, Haifa, Toron và Arsuf. Hugh III của đảo Síp, trên danh nghĩa là Vua của Jerusalem, đã đổ bộ xuống Acre để bảo vệ thành phố này trong khi Baibars hành quân xa về phía bắc Armenia, đây thuộc vùng kiểm soát của người Mông Cổ vào thời gian đó.
Những sự kiện này đã dẫn đến một lời kêu gọi của Louis cho một cuộc thánh chiến mới trong năm 1267, mặc dù thời gian này nó nhận được rất ít sự ủng hộ; Jean de Joinville, nhà sử gia đi cùng với Louis trong Cuộc Thập tự chinh lần thứ bảy, đã từ chối không cùng đi với ông ta nữa. Louis đã nhanh chóng bị thuyết phục bởi Charles của Anjou-anh trai của ông là đầu tiên phải tấn công Tunis, nơi này sẽ cung cấp cho họ một căn cứ vững chắc để tấn công Ai Cập, Trọng tâm của Louis trước cuộc thập tự chinh này cũng như trong Cuộc Thập tự chinh lần thứ năm, cả hai đều đã bị đánh bại ở đó. Charles, vua của Sicilia cũng có những lợi ích riêng của ông ta ở vùng biển Địa Trung Hải này. Vị Khalip của Tunis, Muhammad al-Mustansir I, cũng đã có liên lạc với người Kitô giáo ở Tây Ban Nha và được xem như là một ứng cử viên tốt cho việc chuyển đổi. Vào tháng 7 năm 1270 Louis đã đổ bộ xuống bờ biển châu Phi, một mùa rất bất lợi cho đổ bộ. Phần lớn quân đội bị bệnh vì ít uống nước nghèo, John Sorrow, người con trai của ông được sinh ra ở Damietta đã chết vào ngày 3 và đến ngày 25 tháng 8 thì bản thân Louis cũng đã chết vì một "căn bệnh trong dạ dày", một ngày sau khi có sự xuất hiện của Charles. Câu nói của ông trước khi chết là "Jerusalem." Charles tuyên bố Philippe III, con trai của Louis là nhà vua mới, nhưng vì ông này còn quá trẻ nên bản thân Charles trở thành lãnh tụ thực tế của cuộc thập tự chinh này.
Vì bệnh dịch tiếp tục bùng phát nên cuộc vây hãm Tunis của người Kitô giáo đã phải dừng lại và vào ngày 30 tháng 10 và một hiệp ước đã được ký với vị quốc vương Hồi giáo. Theo thỏa thuận này người Kitô giáo được tự do buôn bán với Tunis và nơi cư trú cho các tu sĩ và linh mục trong thành phố đã được đảm bảo, do đó cuộc thập tự chinh này có thể được coi là thành công một phần. Sau khi nghe về cái chết của Louis và quân Thập tự chinh đã rút khỏi Tunis, Sultan Baibars của Ai Cập hủy bỏ kế hoạch gửi quân Ai Cập của ông để chống lại Louis ở Tunis. Lúc nay Charles đã liên minh với Hoàng tử Edward của Anh, người vừa mới đến Đất thánh. Khi Charles chặn đứng các cuộc tấn công vào Tunis, Edward tiếp tục tiến vào Acre, tiền đồn cuối cùng của quân thập tự chinh ở Syria. Thời gian mà ông này ở đó người ta thường gọi là Thập tự chinh lần thứ IX.